# Siderus guapila
Siderus guapila is een vlinder uit de familie van de Lycaenidae. De wetenschappelijke naam van de soort werd als Thecla guapila in 1913 gepubliceerd door Schaus.